# Phyllachorales
Phyllachorales es un pequeño orden de hongos ascomicetos peritheciales en la clase Sordariomycetes, que contienen en gran medida parásitos foliares. Este orden no posee caracteres morfológicos confiables lo cual hace difícil la ubicación taxonómica de géneros. Existe controversia entre los micólogos en cuanto a los límites de este orden.

## Características
En general, los miembros de Phyllachoraceae producen un ascocarpo integrado en el tejido hospedador, principalmente por dentro de un estroma o debajo de un clípeo epidérmico. El tipo de desarrollo es ascohimenial.